# سیاست زبان
سیاست زبان یک رشته دانشگاهی میان‌رشته‌ای است. برخی از پژوهشگران آن را بخشی از زبان‌شناسی اجتماعی می‌دانند. از طرف دیگر، پژوهشگران دیگری استدلال می‌کنند که سیاست زبان شاخه‌ای از زبان‌شناسی کاربردی است.
سیاست زبان به عنوان یک رشته، در گذشته به عنوان برنامه‌ریزی زبان شناخته می‌شد. این ریشته به رشته‌های دیگری مانند ایدئولوژی زبان، احیای زبان، آموزش زبان و سایر موارد مربوط می‌شود.